# 敲桌事件
敲桌事件（英語：Shoe-banging incident），亦称赫鲁晓夫敲桌事件、赫鲁晓夫的皮鞋（俄语：Ботинок Хрущёва），是发生在1960年10月12日联合国大会第902次会议期间的一宗爭執事件。時任菲律賓駐聯合國代表團長洛倫佐·萨姆朗發表的講話内容激怒時任蘇共中央第一書記尼基塔·赫鲁晓夫，使他憤而拿起鞋子敲桌以示抗議。據美國學者威廉·陶布曼采訪一些現場目擊者的報告，當時赫鲁晓夫確實拿出鞋子揮舞，但沒有敲桌；然而赫鲁晓夫本人則在回憶錄中承認敲桌，他的家人及聯合國前工作人員的證詞也證實這點。雖在細節方面各個來源有異，但主流觀點普遍認為赫鲁晓夫拿鞋敲桌確有其事。此事件没有留存摄影录像可佐证，廣泛流傳的赫鲁晓夫挥舞鞋子的照片其實是假造的，是在赫鲁晓夫挥舞的空手上後製加入鞋子的影像。

## 事件經過
菲律宾駐聯合國代表團團長洛伦佐·薩穆朗在1960年10月12日联合国大会第902次会议期间發表演説，指蘇聯屢次譴責西方國家推行“殖民主義”但其于東歐等地方的行爲卻更近似於殖民主義，認爲蘇聯剝奪當地民衆行使公民政治權利，指責蘇聯虛僞。時任蘇共總書記赫鲁晓夫聽罷后迅速登上演講臺（這在之後被認爲違反大會秩序），以戲劇化的姿態用右臂將洛倫佐·萨姆朗推至一邊，而後長篇大論地譴責薩穆朗；其中也有人身攻擊，如稱其“笨蛋、小丑、美帝国主义的走狗”并要求時任聯合國大會主席弗雷德里克·博蘭德責令薩穆朗“遵守大會秩序”。博蘭德則告誡薩穆朗“盡可能避免容易引起反彈的爭論”但允許他繼續發言，并要求赫鲁晓夫回到席位上。
据某些來源指稱，當薩穆朗獲允許繼續發言時，赫鲁晓夫用手大聲敲桌抗議，甚至拿起鞋子敲打。另一些文獻則顯示對該事件發生順序不同的説法，如赫鲁晓夫是先敲鞋，然後才登上演講臺抗議。當時在現場的羅馬尼亞外交部副部長愛德華·美津塞斯庫再一次打斷薩穆朗的談話，他憤怒地譴責薩穆朗，而後更將炮火對準大會主席博蘭德，對其謾駡、挑釁和侮辱；博蘭德要他停止發言也被無視，最終美津塞斯庫的麥克風被禁聲。博蘭在混亂的場面下宣佈臨時休會；當時他面目憔悴，最終憤怒地敲下議事錘，其用力之狠以至於槌頭都被撞飛。時任英國首相哈羅德·麥美倫也在現場，在他聽到赫鲁晓夫敲桌聲后即場説到：“能爲我們配個翻譯麽？謝謝。”

## 後續議論
時有傳言赫鲁晓夫對他當天的表現洋洋得意，但東方集團的成員國普遍對此感到不滿。1964年赫鲁晓夫被“退休”免去黨中央職務時，其中一項對他的指責便是在那次大會中“以所謂的“勇敢”包裝可恥的行爲”。馬克思主義哲學家弗朗茨·費農則對赫鲁晓夫敲桌的行爲大加贊賞：“[...]當赫鲁晓夫先生在聯大會議揮舞著他的鞋子且用它敲桌時，沒有一個殖民地或者不發達國家在嘲笑的；因爲赫鲁晓夫先生正在向他們展現如何對抗這群資本家。”
赫鲁晓夫本人則在回憶錄中提及過相似的事件：他本人相當反感西班牙佛朗哥政權，在一次聯大會議中西班牙代表發言后，東方集團各成員國代表均表達不滿與抗議。赫鲁晓夫寫道：“[...]當我想起讀到的那份俄國杜馬文件，我決定采取進一步的行動；於是我脫下鞋子在桌上敲響，表達我們的抗議。”不過後續的注釋則表明這段回憶顯然是有誤的：1960年10月3日英國《泰晤士報》確實報道過赫鲁晓夫在聯大會議上對佛朗哥政權“咆哮”，但沒有脫鞋敲桌。
赫鲁晓夫孫女妮娜則在家人對此諱莫如深多年後，向公衆説明當時可能的情況：赫鲁晓夫當時穿的是新購鞋子，因過緊而感到不適，因此在坐下的同時脫掉了鞋子。在薩穆朗發言過程中，赫鲁晓夫憤怒地用拳頭砸桌，此時他的手錶掉了下來；而當他彎腰去撿時，他就注意到那隻鞋子，於是就拿起來敲打。
妮娜也坦言這起事件多年來有不同的版本在流傳，其發生時間、細節各異。妮娜的説法與赫鲁晓夫口译员维克多·苏霍姆林斯基的説法極爲相似，他在那次活動期間一直在赫鲁晓夫旁邊，也證實其手錶確實脫落，且換上鞋子敲桌。謝爾蓋·赫鲁晓夫則嘗試尋找有關這起事件的影音記錄，但無論是美国全国广播公司還是加拿大广播公司的檔案室中，都沒有找到有關記錄。他則認爲其父“故意脫鞋敲桌”的可能很小，因爲他體型超重，并不能伸到桌下的狹小空間。在2002年，一名聯合國前工作人員也認可了這個説法，他表示此鞋并不是在當時由赫鲁晓夫脫下，而是因一名記者踩到赫鲁晓夫的鞋後跟，使其脫落的。在工作人員在找到鞋子后，用衛生紙包裹住並交給赫鲁晓夫，但他當時無法穿上鞋子，於是就擺到了桌子旁邊。這名工作人員也稱看到赫鲁晓夫用那隻鞋子敲桌，從而證實了妮娜與苏霍姆林斯基的部分説法。
据德國記者華特·亨克勒兹采訪皮尔马森斯某製鞋公司人員表示，他當時在報紙上看到了這雙鞋子的照片，認出爲其公司產品。德意志联邦经济部則稱當時西德向蘇聯運送了三萬雙鞋，其中有兩千雙品質上乘的鞋子，可能有一雙就到了赫鲁晓夫手上。